# 水多海斗
水多 海斗（みずた かいと、2000年4月8日 - ）は、東京都出身のサッカー選手。ロートヴァイス・エッセン所属。ポジションはミッドフィールダー。

## 来歴
2019年に前橋育英高校からドイツに渡ってオーバーリーガのSVシュトラーレンに加入、同シーズンに優勝しレギオナルリーガに昇格した。
2021年5月20日、1.FSVマインツ05のU-23チームに加入することを発表した。8月15日、RBライプツィヒとの開幕戦でベンチ入りを果たした。
2023年6月29日、アルミニア・ビーレフェルトへ完全移籍。

## 所属クラブ
ユース経歴
- 中野島FC
- FC東京U-15むさし
- 前橋育英高校

プロ経歴
- 2019年 - 2021年  SVシュトラーレン
- 2021年 - 2023年  マインツII
- 2023年 - 2025年  アルミニア・ビーレフェルト
- 2025年 -  ロートヴァイス・エッセン